# Zvonimir Miloš
Zvonimir Miloš, organizator odpora proti fašizmu, * 14. november 1903, Sušak, † 6. september 1930, Bazovica.
Rodil se je v družini knjigovodje Julija Miloša. Miloševi so bili zavedni Hrvati, po preselitvi v Trst pa so se vključili v slovensko družbo. V Trstu je končal trgovsko šolo in se kot knigovodja zaposlil pri družbi Notagrando. Deloval je v mladinskih društvih in bil po njihovem razpustu 1927 med ustanovitelji in voditelji tajne organizacije Borba. Sodeloval je pri demonstrativnih požigih raznarodovalnih šol in vrtcev, pri postavitvi eksplozivnih teles pod svetilnik zmage v Trstu (6. januarja 1930) in v uredništvo fašističnega časopisa Il Popolo di Trieste (10. februarja 1930). Med množičnimi aretacijami članov organizacije TIGR spomladi 1930 so ga aretirali in v zaporu mučili. Posebno vojaško sodišče za zaščito države ga je na t. i. 1. tržaškem procesu, ki je potekal med 1. in 5. septembrom 1930 obsodilo na smrt. Miloš je bil skupaj s še tremi tovariši (F. Marušičem, F. Bidovcem in A. Valenčičem) ustreljen 6. septembra 1930 ob 5.43 zjutraj na bazoviškem strelišču.

## Odlikovanja in nagrade
Leta 1997 je prejel zlati častni znak svobode Republike Slovenije z naslednjo utemeljitvijo: »ob petdesetletnici priključitve Primorske Sloveniji za zasluge v zmagovitem boju proti nacifašizmu ter za zvestobo slovenstvu v najhujših časih potujčevanja«.